# Улица Карла Маркса (Томск)
У́лица Ка́рла Ма́ркса — улица в Томске. Пролегает от площади Ленина до Дербышевского переулка.

## История
Первоначальное название — Духовская (вариант — Духосошественская) — получила по одному из старейших храмов Томска — церкви Сошествия Святого Духа (возведённой в дереве в 1652 году, каменное здание построено в 1788 году).

## Новая история
14 мая 1920 года в связи с празднованием первого городского субботника улица получила имя Карла Маркса.
В 1925 году было прекращено богослужение в Духовской церкви, в 1931 году была разобрана колокольня, здание церкви приспособили для нужд томского портофлота, в 1950-е годы церковь окончательно снесли (ныне на этом месте жилой дом № 24).
В 1972 году на улице был сооружен Центральный рынок Томска (д. 48).

## Достопримечательности

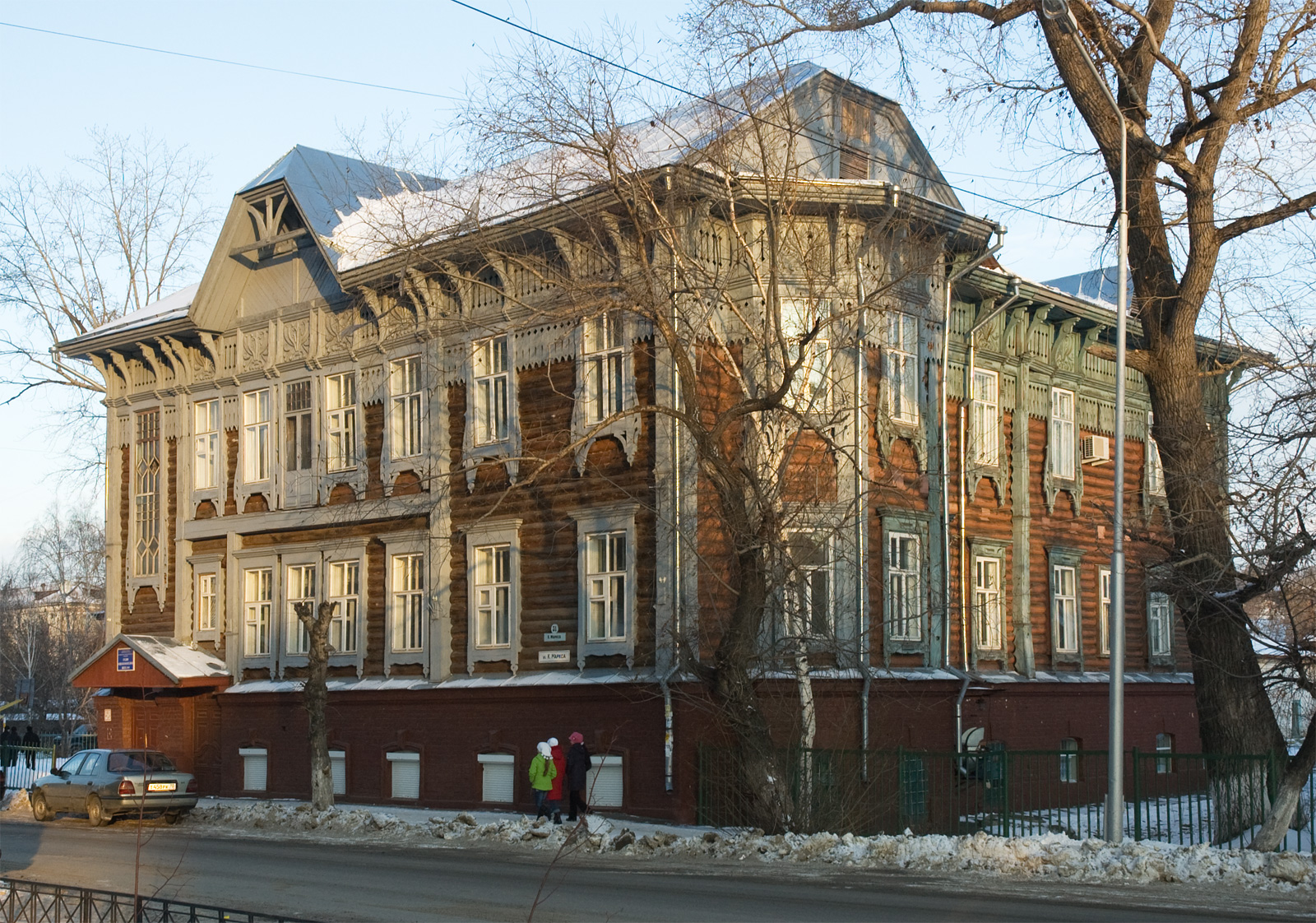
Дом Родюкова

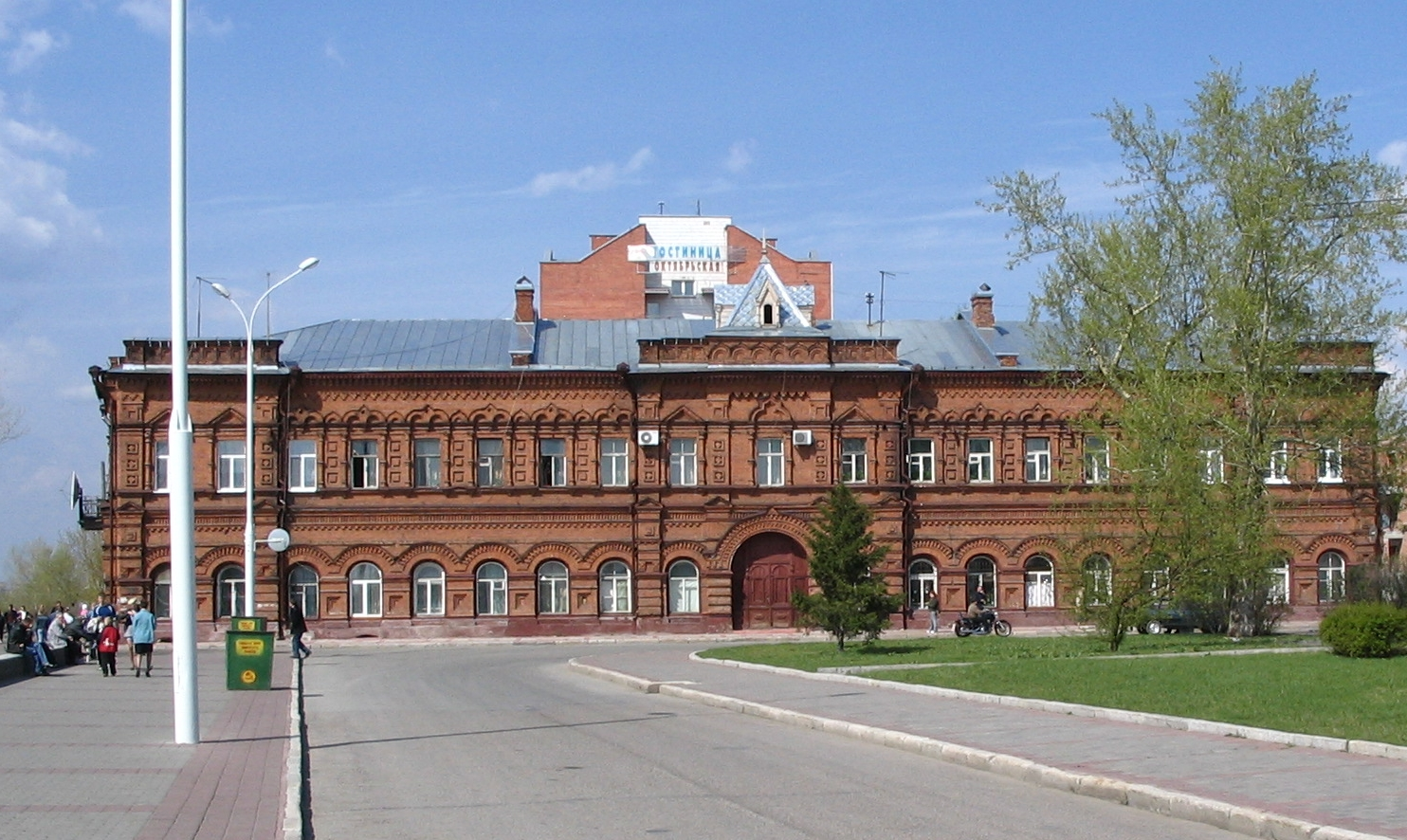
Здание Управления путей сообщения

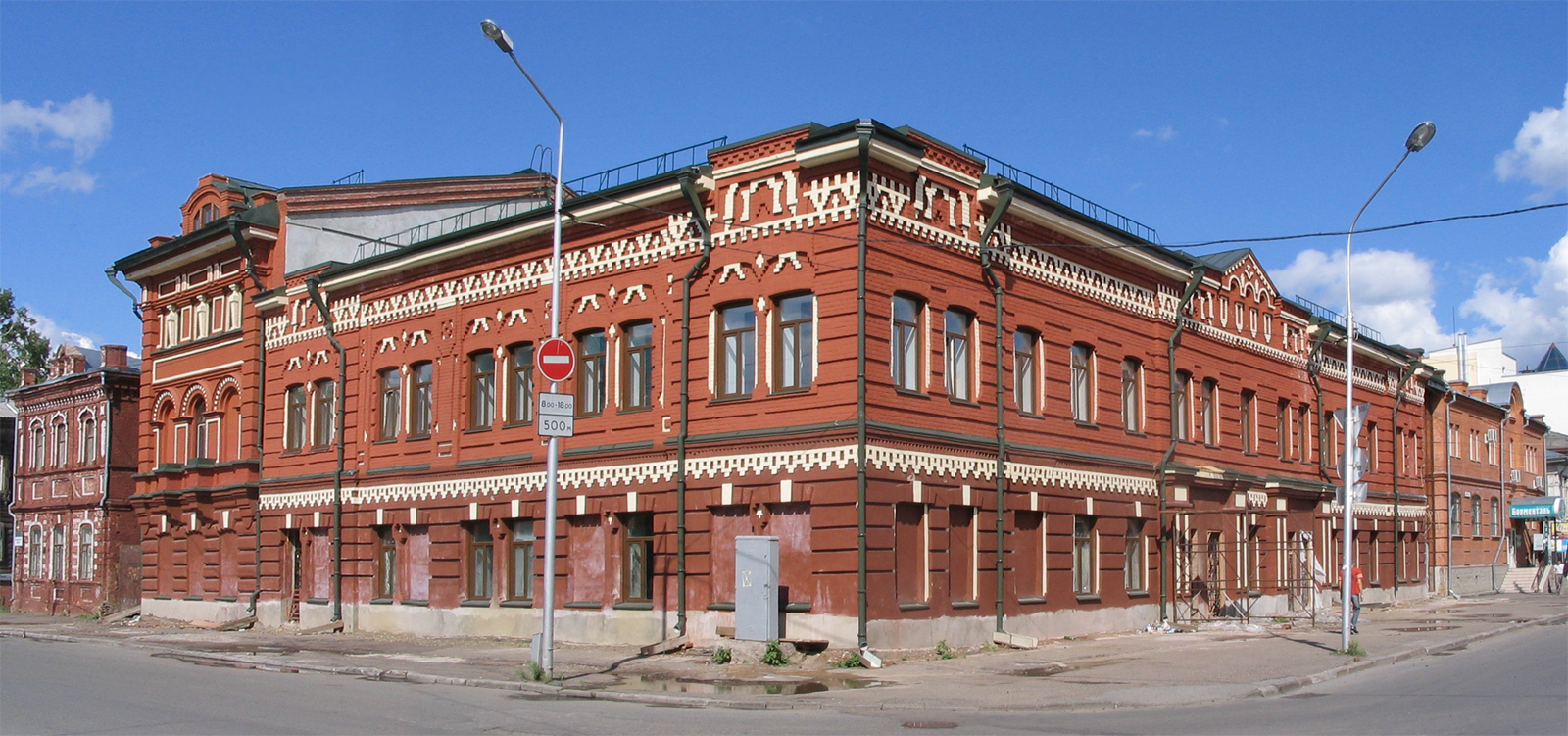
Кинотеатр имени Черных
(Бывшая бесплатная Библиотека)

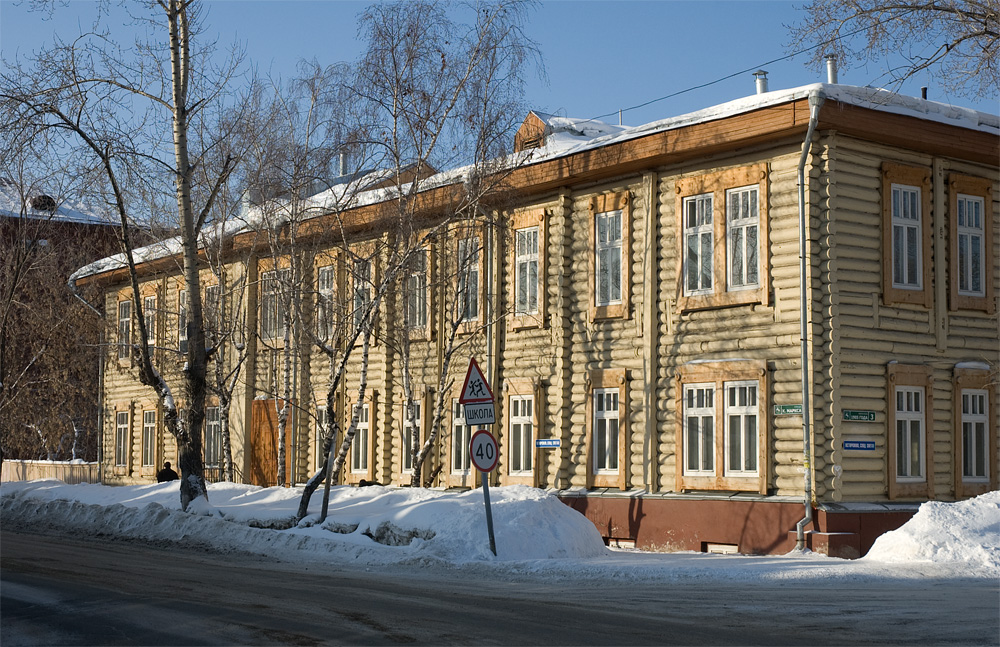
Бывшая контора В. А. Горохова

д. 2 — Здание Управления путей сообщения (бывший дом А. В. Швецова)
На месте новостройки д. 3 находилось старейшее каменное здание Томска (построено не позднее 1798 года), в разные годы его занимали губернское правление, духовное училище, «Торговый дом П. Н. Рукавишников и сын», гостиница «Духовское подворье»
д. 13 — бывшая пароходная контора Мельникова  № 7000176000
д. 21 — средняя школа № 3, старый корпус школы — бывшая Мариинская женская гимназия (1897, архитектор П. Ф. Федоровский)  № 7000180000
д. 25 — бывшая бесплатная библиотека С. С. Валгузова (1887), затем — клуб имени Карла Маркса, кинотеатр «Темп» (в 1942 году ему присвоено имя Героя Советского Союза Ивана Черных, а в конце 1980-х годов он стал называться «Сибирские огни»). Именно в этом здании 4 июня 1898 года состоялся первый в Томске киносеанс. В трехэтажной пристройке к библиотеке 2 августа 1892 года был открыт томский Музей прикладных знаний.  № 7000074000
д. 26 — бывший городской ломбард (1911—1912, проект — архитектор Товий Фишель, строительство — Лука Серапионович Князев)  № 7010012000
д. 28 — бывшая контора В. А. Горохова.
д. 31 — Доходный дом потомственного почётного гражданина Томска Н. Д. Родюкова (1912, архитектор П. Ф. Федоровский)  № 7010013000